# Albești, Teleorman
Albești este un sat în comuna Vedea din județul Teleorman, Muntenia, România. Se află în Câmpia Găvanu-Burdea, pe văile Burdea și Vedea. La recensământul din 2002 avea o populație de 773 locuitori. La sud-vest de localitate, în punctul numit "Măgura lui Panait", situat nu departe de confluența Burdea - Vedea, specialiștii au identificat rămășițele unei așezări geto-dacicece datează din perioada secolelor IV - III Î. Hr. Situl arheologic este monument istoric, s-au facut cautari dar deocamdata nu s-a descoperit nici un obiect arheologic, in prezent in locul unde este situl arhelogic este un deal, in sat avand termenul de "terasari", pre vremea comunismului practicanduse viticultura in acel loc, iar in josul sistului este un teren agricol care se munceste. In satul albesti se intalnesc Burdea cu Vedea, doua rauri din teleorman, care pe perioada verii seaca. In sat in prezent sunt 2 biserici, una de religie ortodoxa iar cealalta adventista, predominand religia ortodoxa. .
In prezent sunt 3 magazine in sat, dar in trecut au fost mai multe, dupa cum amintim niste nume celebre:
- La Laicu, magazin inchis de curand, cam acum 5 ani din cauza falimentului. In trecut era si discoteca aici
- La Merii care a dat faliment in urma cu multi ani
- Catena, un magazin care a mai fost deschis si in trecut, fiind redeschis acum cativa ani, prin 2016 dar nu a tinut mult din cauza vanzarii slabe.
Iar cele inca deschise sunt:
- La Tapardea, magazin deschis de ceva ani
- Andicam, cel mai mare magazin din sat, unde gasim si o masa de biliard si o terasa(cod:TR-I-s-B-14185).
- La Gelu, care de fapt e magazinul lui Viti, au materiale de constructii si bere, Gelu fiind vanzator
Atractii turistice in sat sunt la pomul lui Mielus si stadionul echipei.
Pe vremea comunismului exita cinematorgraf unde este actuala gradinita, fosta scoala 1-4, apoi se dadea discoteca dupa terminarea filemor. Discoteca se mai dadea si la George a lui Valatuci, acum acesta detine o vie si foloseste tehnologie din Germania pentru productia vinului.
In prezent numarul de locuitori este mai mic de 400, majoritatea migrand in alte tari ca de exemplu Spania, Germania si Anglia, iar tineretul la Bucuresti. Se gasesc case de cumparat in sat, satul fiind la 120 km de bucuresti, ajungand cam intr-o ora 30 de minute daca drumul este liber, in aglomeratie facandu-se in medie 2 ore 30
(cod:TR-I-s-B-14185).